# Пенджари (национальный парк)

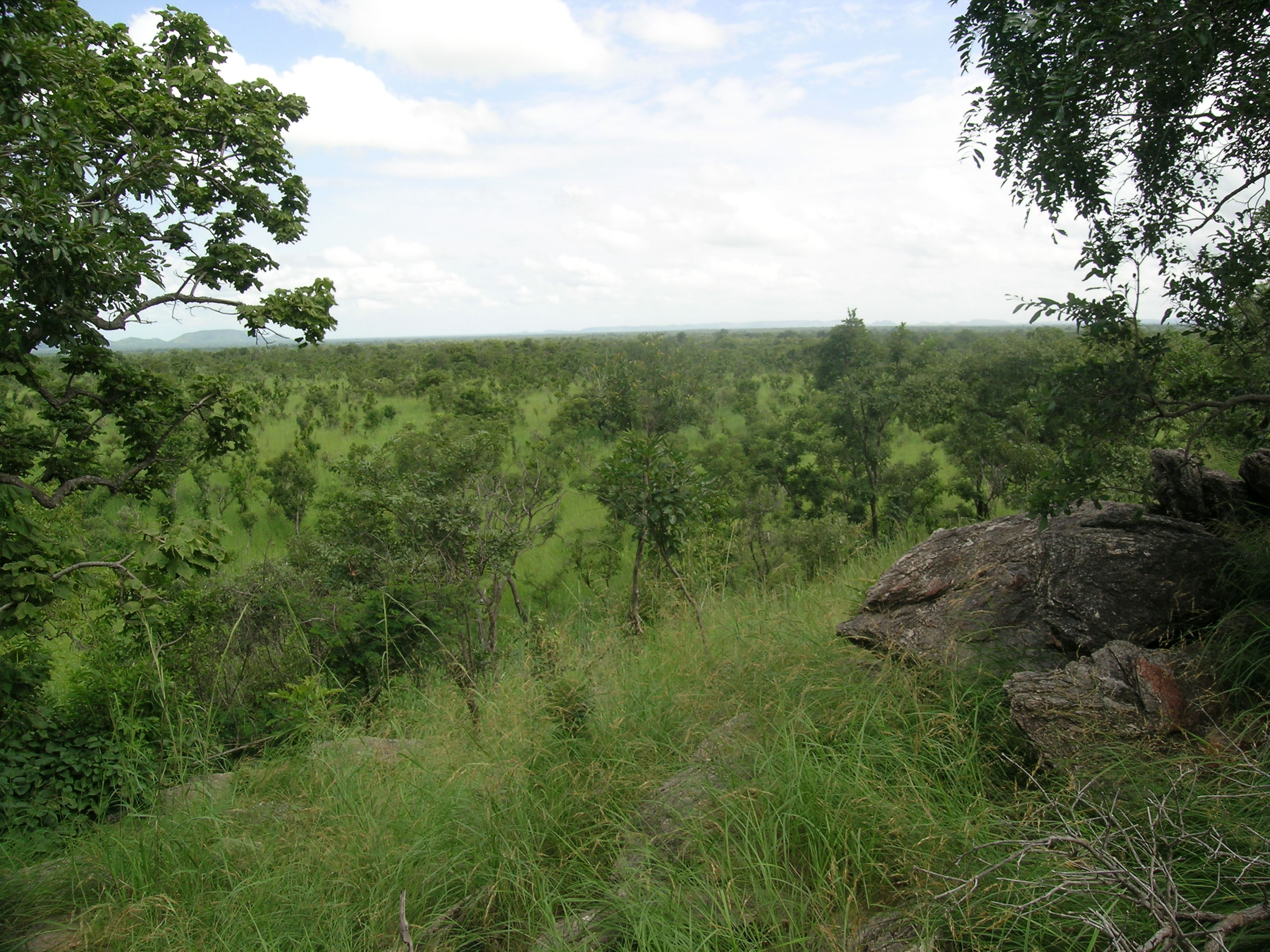

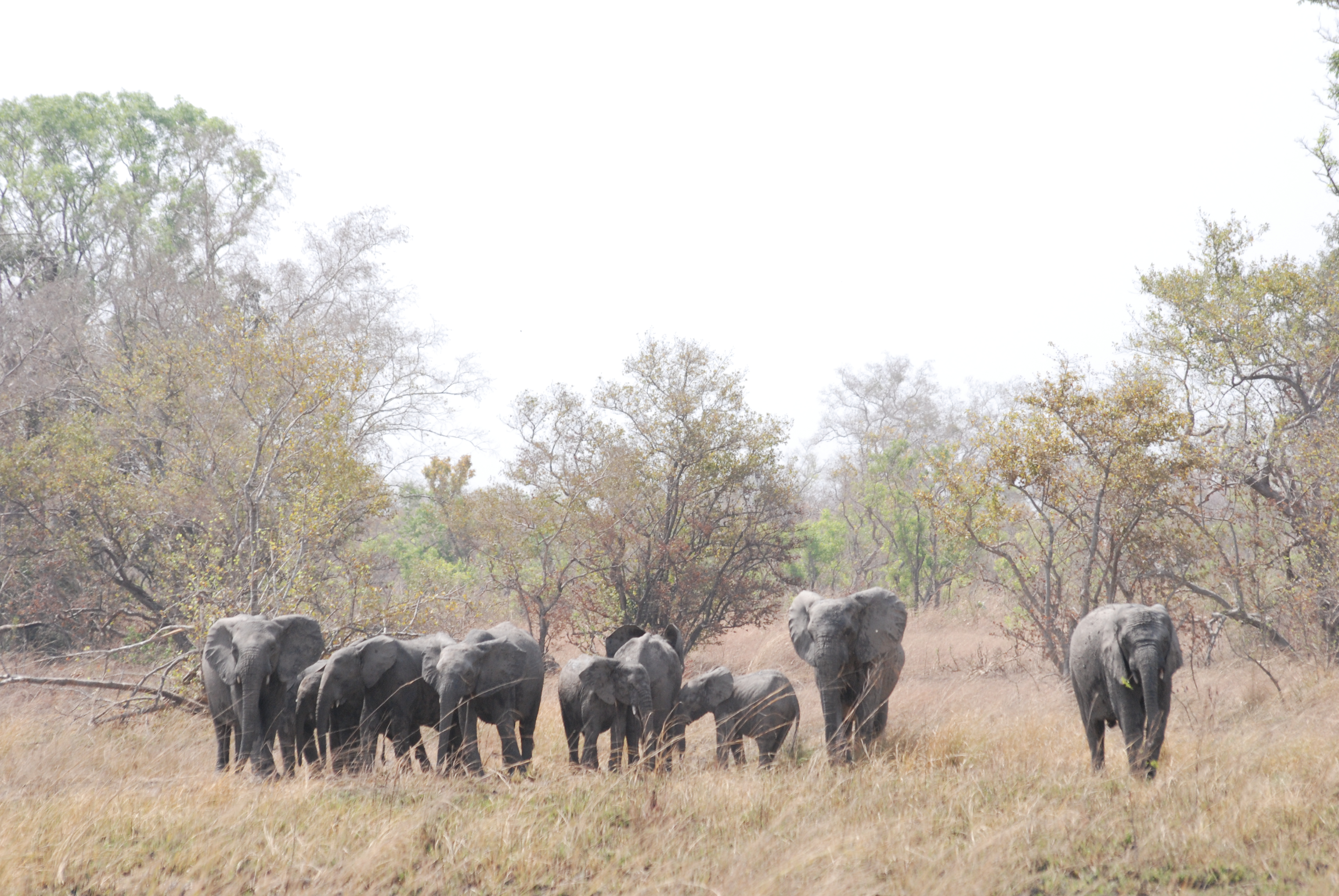

Национальный парк Пенджари́ (фр. Parc national de la Pendjari) — природный заповедник на территории Бенина.
Заповедник Пенджари был основан в 1954 году, в 1961 получил статус Национального парка, в 1986 году был объявлен Биосферным заповедником ЮНЕСКО. Расположен на северо-западе Бенина, между горами Атакора и границей с Буркина-Фасо, в бассейне реки Пенджари, на высоте от 100 до 500 метров над уровнем моря. В непосредственной близости от него находятся Национальный парк Арли, Резерв партиель де Пама (оба — в Буркина Фасо), а также национальный парк W (охватывающий части территорий Бенина, Буркина-Фасо и Нигера). 
Национальный парк Пенджари занимает площадь в 2755 км². Природный ландшафт — лесистая саванна, заболоченные и травянистые луговины. Ежегодно здесь выпадает в среднем около 1000 мм осадков. Гордостью заповедника является охраняемая здесь популяция гепардов. Кроме этого, в значительном количестве в Пенджари можно увидеть львов, слонов, гиен, леопардов, буйволов, бегемотов, крокодилов, питонов, нильских варанов, водяных козлов и различных видов антилоп. 
Ежегодно национальный парк Пенджари посещают до 6000 иностранных туристов.